# Műveleti erősítő

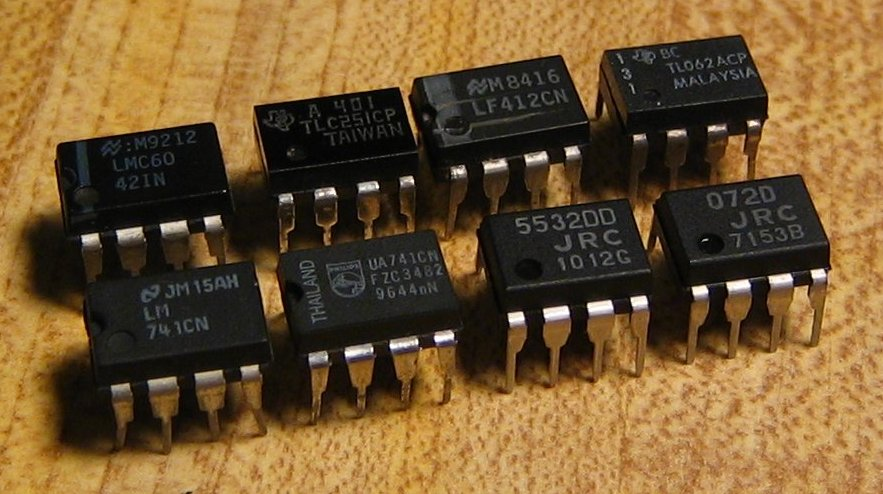
Különböző műveleti erősítők 8 lábú DIL tokozásban.

A műveleti erősítők néhány tucat tranzisztorból felépített közvetlen csatolt nagy feszültségerősítéssel rendelkező áramkörök. A műveleti erősítőket az angol operational amplifier kifejezés rövidítése alapján gyakran nevezik „op-amp”-nek. Jellemzőik széles tartományban változhatnak a felépítésüktől függően. Szimmetrikus bemenettel és általában aszimmetrikus kimenettel, nagy bemeneti és nagyon kis kimeneti ellenállással rendelkeznek. Jellemző még rájuk a linearitás és az alacsony határfrekvencia.
Felépítésük szerint lehet diszkrét elemekből felépített, vagy integrált áramkör. A műveleti erősítő megnevezésnek történeti okai vannak, mivel ezt a típusú áramkört a második világháború alatt analóg számítógépekhez dolgozták ki. 

A műveleti erősítők széles körben elterjedtek alacsony áruk és széles tartományban rugalmasan beállítható jellemzőik miatt. Megtalálható egyen- és váltakozófeszültségű erősítőkben, keverőkben, mérőműszerekben, rezgéskeltőkben, szabályozástechnikai áramkörökben és így tovább. Néhány különleges monolit- vagy hibrid technológiával megvalósított típusa nagyon jó minőségű (gyors, nagyfeszültségű, kis zajú, jó bemeneti jellemzőkkel), ára ennek megfelelően magasabb.

## A műveleti erősítők felépítése

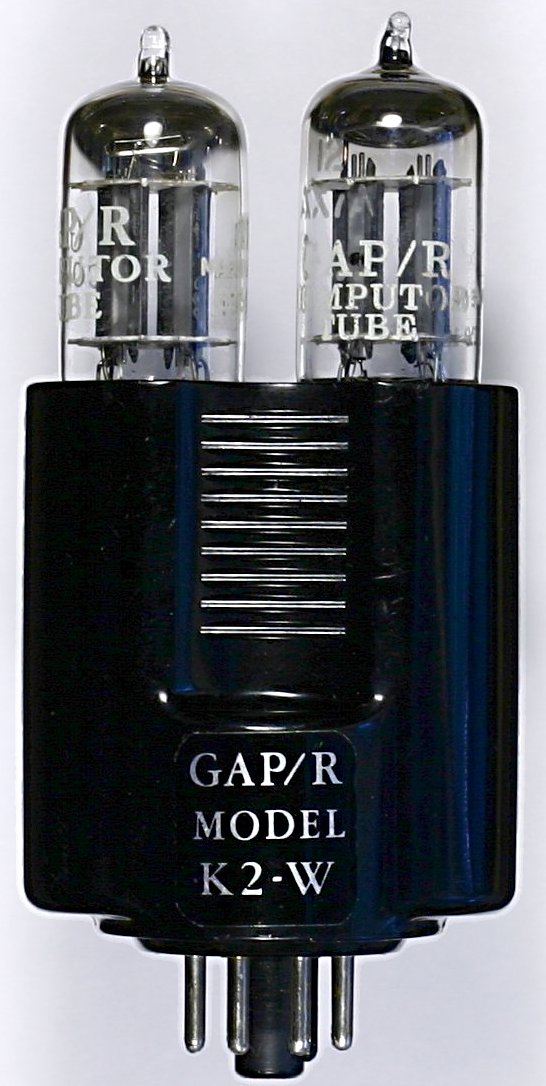
Elektroncsövekkel felépített műveleti erősítő (1953)
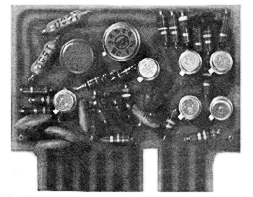
Diszkrét elemekből felépített műveleti erősítő (1961)
Egy műveleti erősítő általános elvi felépítése
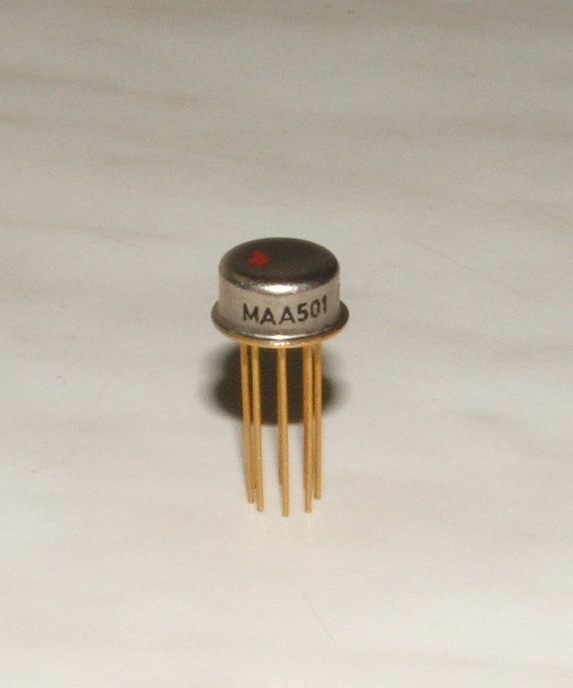
Műveleti erősítő 8 lábú hengeres „military” tokban.

### Bemeneti fokozat
A bemeneti fokozatban egy differenciálerősítő helyezkedik el. (A rajzon citromsárgával jelölve)
Feladata a szimmetrikus bemenet, valamint, az eredő áram- és feszültségdrift kis szinten tartása a bemeneten. Két szimmetrikus erősítőfokozatból épül fel. 
A következő fokozatban fázisösszegzőt helyeznek el, ami a differenciálerősítő szimmetrikus kimeneti jelét aszimmetrikussá alakítja át.
A „-” jellel jelölt bemenetet invertáló vagy fázisfordító bemenetnek nevezik, mivel erre a bemenetre kapcsolt feszültség a kimeneten fordított polaritással, illetve 180°-os fázistolással jelenik meg. Az erősítő az invertáló bemenetére kapcsolt feszültséget felerősíti és invertálja.
A „+” jellel jelölt bemenetet neminvertáló vagy fázist nem fordító bemenetnek nevezik, mivel a rákapcsolt feszültség azonos polaritással, illetve azonos fázishelyzetben jelenik meg a kimeneten. Az erősítő neminvertáló bemenetére kapcsolt feszültséget felerősíti, de nem invertálja.

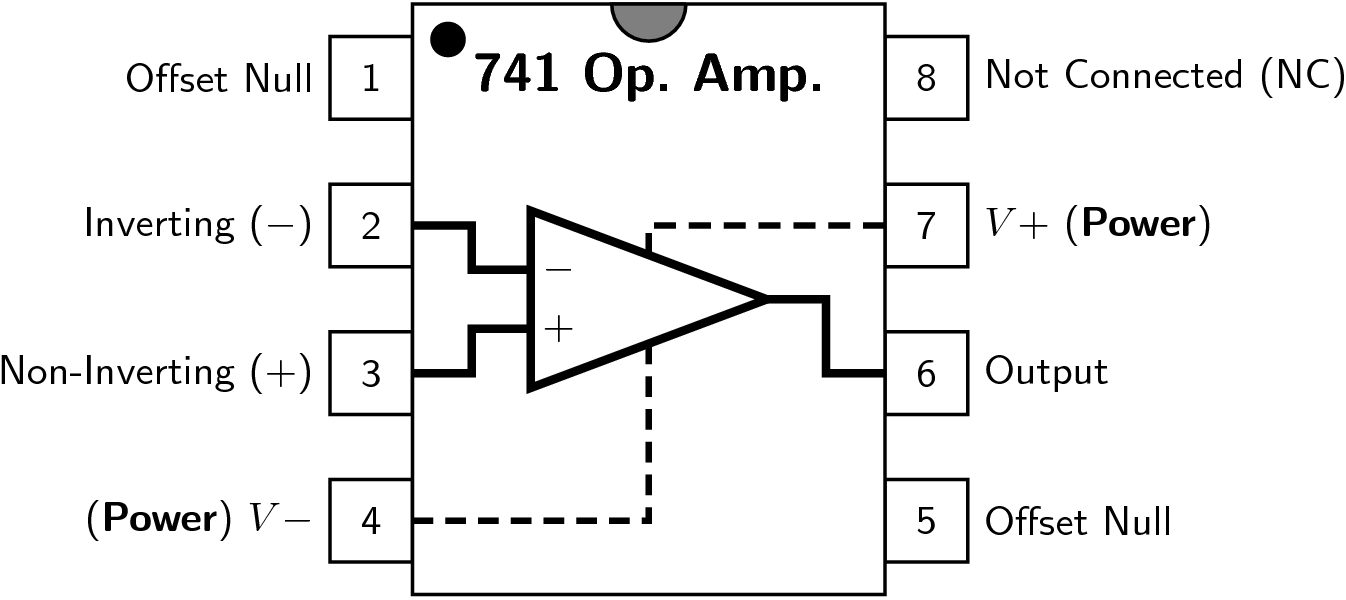
A 8 lábú DIP tokozású 741-es műveleti erősítő bekötése
A 741 műveleti erősítő kapcsolási rajza
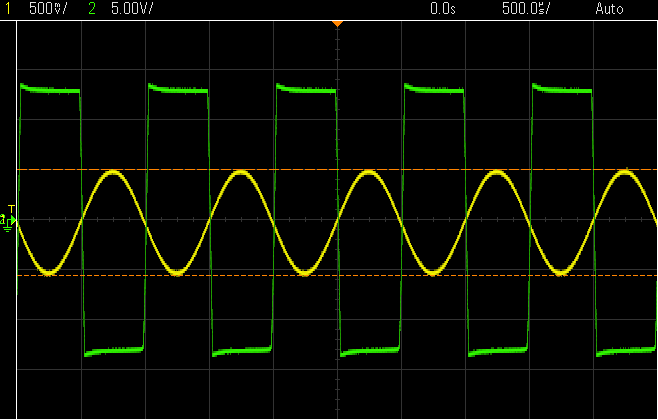
A véges kivezérelhetőség hatása Sárga: bemeneti jel Zöld: kimeneti jel

### Feszültségerősítő fokozat
Ezt az aszimmetrikus jelet szintillesztés után egy újabb feszültségerősítő fokozat erősíti megfelelő szintre. (A rajzon okkersárgával jelölve)

### Végerősítő fokozat
A kimeneten elhelyezkedő végerősítő fokozat (A rajzon kékkel jelölve) egy újabb szinteltoló fokozaton kapja a vezérlőjelet. Az újabb integrált műveleti erősítők kimenetét a túlterhelés ellen áramkorlátozó elektronika védi.

Működés szempontjából a műveleti erősítő a vonatkoztatási ponthoz képest szimmetrikus tápfeszültséget igényel. Ha a műveleti erősítő két bemenetére különböző feszültséget kapcsolunk, akkor a kimeneten a két feszültség felerősített különbsége jelenik meg.

### A 741 típusú műveleti erősítő felépítése
A bemeneten elhelyezkedő differenciálerősítő (kék vonallal bekeretezve) offset kiegyenlítése a Q5 és Q6 tranzisztorok emitterkörébe kötött 1kΩ-os ellenállások, és a kivezetett offset nullázó kimenetek (1-es 5-ös kivezetés) segítségével történik.
A jel a Q4, Q6 tranzisztorok közös kollektorpontjáról az áramkör fő feszültségerősítő fokozatát alkotó Q15-Q19 darlington-kapcsolás bázisára kerül. A darlington-kapcsolás munkaellenállása a Q12-Q13 tranzisztorokból felépített áramgenerátor. A 30 pF értékű kondenzátor az áramkör frekvenciakompenzálását végzi. Ez a kondenzátor azonban nemcsak az erősítő határfrekvenciáját szabja meg, hanem a kapcsolás slew rate értékét is hozzávetőleg 0,6 V/μs-re. A kimeneti fokozatot a Q14 és Q20 tranzisztorok alkotják, AB osztályú komplementer erősítőként, amelynek rövidzárlat elleni védelmét a Q17 tranzisztor látja el.
A kapcsolásra jellemző, hogy kevés passzív elemet tartalmaz, ahol lehet inkább aktív elemeket használ.

## A műveleti erősítők katalógusadatai
RBES Bemeneti ellenállás
A műveleti erősítő szimmetrikus bemeneti ellenállása. Jellemző értéke bipoláris tranzisztoros bemeneti fokozat esetén néhány MΩ, FET tranzisztoros bemenet esetén néhány TΩ.
A bemeneti impedancia nagyobb frekvenciákon jellemző érték, amely már a kapacitív tagokat is figyelembe veszi a bemeneten.
CBES Bemeneti kapacitás
A műveleti erősítő szimmetrikus bemeneti kapacitása. Ez az érték erősen hőmérséklet, illetve frekvenciafüggő, értéke néhány pF.
RKI Kimeneti ellenállás
A műveleti erősítő aszimmetrikus kimeneti ellenállása. Visszacsatolás nélkül az értéke néhány 10 Ω és néhány 100 Ω között szokott lenni a végerősítő fokozat kivitelétől függően.
UKImax Kivezérelhetőség
A maximális kimeneti feszültség, aminél az erősítő teljesíti az adatlap szerinti jellemzőket,
AUO Nagy jelű differenciális feszültségerősítés
A bemenetekre kapcsolt feszültséget (Az invertáló, és neminvertáló bemenet feszültségének a különbsége) az erősítő külső visszacsatolás nélkül hányszorosára erősíti a kimenetén, névleges terhelés mellett. Ez az érték általában 100 dB körüli (néhány 100 000 szeres), különleges kapcsolásokkal elérhető 170 dB feletti erősítés is.
CMRR Közös módusú feszültségelnyomási tényező
A Nagy jelű differenciális feszültségerősítés és a közös módusú feszültségerősítés (Amikor az invertáló, és neminvertáló bemenetet közösen vezéreljük a referenciaponthoz képest) hányadosa dB-ben kifejezve. Értéke tipikusan 90 dB feletti.
Utmax Maximális tápfeszültség
Az a tápfeszültség amely mellett az áramkör károsodás nélkül elvisel.
Utmin Minimális tápfeszültség
A minimális tápfeszültség amely mellett a műveleti erősítő még üzemképes.
SVRR Tápfeszültség elnyomási tényező
A tápfeszültség változás hatására jelentkező kimeneti feszültség, és az azt létrehozó tápfeszültség változás hányadosa, általában decibelben kifejezve értéke általában 80 dB feletti
Ukimax Maximális kimeneti feszültség
Mivel erősen függ a terhelő ellenállástól a katalógusok általában grafikusan adják meg.
Ikimax Maximális kimeneti áram
A műveleti erősítő maximális kimeneti árama (Tipikusan a tokozáson belül korlátozva)
SR Maximális jelváltozási sebesség (Slew Rate)

A slew rate hatása a négyszögjelre (piros a bemeneti- zöld a kimeneti jelalak)

Gyakran a magyar szakirodalom is az angol nevén nevezi ezt a paramétert. A kimeneten mérhető maximális jelváltozási sebesség (meredekség), jellemzően V/μs nagyságrendű. Az SR-nél nagyobb jelváltozási sebességű jelet nem tud előállítani, ezt legkönnyebben négyszögjel vezérlés mellett lehet megfigyelni és mérni.
Ezt a paramétert a kompenzálás módja nagymértékben befolyásolja.
f0 Nyílt hurkú sávszélesség (határfrekvencia)
Azt a frekvenciát jelent, ahol visszacsatolatlan erősítő erősítése 3 dB-t csökken a névleges frekvencián mért erősítéshez képest. Jellemzően 5-10 Hz körüli érték (a visszacsatolt erősítő határfrekvenciája nagyobb lesz). 
Adatlapokon gyakran a frekvencia és az azon a frekvencián érvényes feszültségerősítés szorzatát adják meg (GBP, Gain Bandwidth Product), egy az f0-nál nagyobb frekvencián (a frekvenciamenet jellege miatt a GBP nem függ a frekvenciától, legalábbis a két törésponti frekvencia között). Például egy adott μA741-nél 100 kHz-en mérve 1 MHz körüli a GBP, azaz 100 kHz-en 10-szeres az erősítés stb.
Belső kompenzálású áramköröknél ez az érték hőmérsékletfüggő lehet.

## A műveleti erősítők frekvencia kompenzálása

A kompenzált és kompenzálatlan műveleti erősítő átviteli diagramja.

Mivel a műveleti erősítőket általában külső visszacsatoló áramkörökkel együtt használjuk, elvárás, hogy a visszacsatolt áramkör is stabilan működjön (ne lépjen fel gerjedés, illetve oszcillátorok esetén a rezgés kontrollált legyen). 
A frekvenciakompenzálás (röviden kompenzálás) célja, hogy a műveleti erősítő frekvencia/erősítés karakterisztikája „egy töréspontos” legyen, azaz az erősítés csökkenése az egységnyi erősítés eléréséig sehol ne haladja meg a 20 dB/dekád meredekséget. 
A kompenzálás lehet:
- belső (Például:μA741), ebben az esetben a frekvenciakompenzáló áramkört a műveleti erősítő tokozásán belül helyezik el. Előnye, hogy a kompenzáláshoz nem szükségesek külső elemek, ami a felhasználást egyszerűsíti, a kivezetések számát csökkenti. A hátránya, hogy a lapka tervezésekor eldől, hogy milyen feltételekkel stabil az áramkör, ami a gyakorlatban általában alacsonyabb határfrekvenciát, kisebb jelváltozási sebességet jelent, mint külső kompenzálással elérhető lenne.
- Külső (Például:μA709), ekkor a frekvenciakompenzáció elemeit külön kell az áramkörbe beépíteni. Előnye, hogy a frekvenciakompenzálást az adott felhasználáshoz lehet igazítani. Hátránya, hogy az áramkör így bonyolultabb (1 vagy 2 áramköri elem beépítése szükséges pluszban a belső kompenzálású műveleti erősítőhöz képest), illetve tervezéskor a kompenzáló áramkört is méretezni kell, amit a gyártók általában a katalógusokban található grafikonokkal segítenek. Különleges igények esetén fel kell venni a kapcsolatot a gyártóval, az áramkör adataival kapcsolatban.

## A műveleti erősítők használata

Visszacsatolás nélküli műveleti erősítő

Az erősítő különbözeti bemenetei egy neminvertáló (+, V+) és egy invertáló (-, V-) bemenetből állnak. Ideális esetben a műveleti erősítő a két potenciál közötti különbséget (V+-V-) erősítik fel, amelyet differenciális bemeneti feszültségnek neveznek.
A Vout kimeneti feszültség a következő egyenlet alkalmazásával kapható meg:
{\displaystyle V_{out}=A_{OL}(V_{+}-V_{-})}
Itt az AOL a nyílthurkú erősítés, ahol a nyílt hurok arra utal, hogy nincsen visszacsatolás a kimenet és a bemenet között.

### Nyílthurkú erősítés
Az AOL  nagysága általában nagyon nagy (100000 vagy annál nagyobb az integrált műveleti erősítős áramkörök esetében), tehát a két bemenet közötti kis különbség is levágásba vagy szaturációba viheti az áramkört. Az AOL   nagysága a gyártási folyamat során nem kontrollálható pontosan, így magában nem szokás használni differenciálerősítőként.
Negatív, vagy esetekben pozitív visszacsatolás nélkül, a műveleti erősítő komparátorként működik.  Ha az invertáló bemenetet leföldeli, és a bemeneti pozitív feszültséget a neminvertáló bemenetre kötik, akkor a kimeneti feszültség teljesen pozitív lesz, ha a bemeneti feszültség negatív és a neminvertáló bementre kötik, akkor a kimenet teljesen negatív lesz.

Negatív visszacsatolással rendelkező műveleti erősítő

### Zárthurkú erősítés
Ha a kiszámítható használat szükséges, akkor negatív visszacsatolást használnak, tehát a kimeneti feszültség egy részét az invertáló bemenetre kötik. A zárt hurok nagyban lecsökkenti a feszültségerősítés értékét. Amikor zárthurkú erősítést használunk, akkor az erősítés mértékét legnagyobbrészt a visszacsatolási hálózat határozza meg, nem a műveleti erősítő jellemzői. Ha a visszacsatolási hálózat (feedback network) a műveleti erősítőhöz képest alacsony impedanciájú elemekből van összerakva, akkor az AOL nem csak kismértékben határozza meg az áramkör működését. Így a leghasznosabb, egyben a leggyakrabban használt felépítés az, amikor a bemeneten nagy impedanciájú elemeket alkalmazunk, a kimeneten pedig ennél sokkal kisebbet. 
A műveleti erősítő működését matematikailag az átviteli függvénye írja le. Az átviteli függvények nagyon fontosak a műveleti erősítő szinte összes alkalmazásánál, például analóg számítógépekben.
A fent látható neminvertáló erősítőben, a negatív visszacsatoláson lévő feszültségosztó határozza meg a feszültségerősítést. Akkor van egyensúlyban a rendszer, ha a Vout pontosan akkora, hogy az invertáló bemenet és a föld között akkor a feszültség, mint a bemeneti feszültség (Vin). Így az Rf  és az Rg határozzák meg a zárthurkú erősítést, ami
{\displaystyle A_{CL}=1+{\frac {R_{f}}{R_{g}}}}, és ennek értelmében

{\displaystyle V_{out}=V_{in}(1+{\frac {R_{f}}{R_{g}}})} a kimeneti feszültség értéke.

## Műveleti erősítők alapkapcsolásai
Az itt ismertetett képletek feltételezik, hogy a műveleti erősítők erősítése végtelenül nagy, illetve a feldolgozandó jel a kapcsolás határfrekvenciája alatt van. Ezek a gyakorlatban általában megengedhető egyszerűsítések, speciális felhasználás esetén azonban az elhanyagolásokkal tisztában kell lenni.

### Nem invertáló alapkapcsolás
{\displaystyle A_{v}={U_{ki} \over U_{be}}=1+{R2 \over R1}}

### Invertáló alapkapcsolás
{\displaystyle A_{v}=-{R2 \over R1}}

### Összeadó áramkör
{\displaystyle U_{ki}=-R\left({U_{1} \over R_{1}}+{U_{2} \over R_{2}}+{U_{3} \over R_{3}}...\right)}

### Kivonó áramkör
{\displaystyle U_{ki}={R_{2} \over R_{1}}(U_{2}-U_{1})}

### Analóg fázist fordító integráló alapkapcsolás
{\displaystyle u_{ki}=-{1 \over RC}\int _{0}^{t}u_{be}\,dt+k}

ahol k értéke a kezdeti feltételektől (t=0) függ

### Analóg fázist fordító differenciáló alapkapcsolás
{\displaystyle u_{ki}=-RC{du_{be} \over dt}}